# Човече, не љути се
Човече, не љути се је популарна игра са коцкицама за 2-4 играча. 
Игра је поједностављена верзија популарне индијске друштвене игре пачиси која датира из 19. века.
1891. је Алфред Колијер аплицирао и патентирао друштвену игру Ројал Лудо као свој патент у енглеској након чега игра постаје глобално позната.
Оригинална верзија игре је стратешка и мисаона, али је модификација доста поједностављена са доста мање правила, тако да је доступна и деци.

## Опис
Игра је за 2-4 играча. Циљ игре је све своје фигурице довести на циљ. Игру започиње играч бацањем коцкице. На почетку игре има право на три покушаја - али само на почетку игре. Кад добије "шестицу" једну своју фигуру поставља на "Старт", затим баца коцкицу још једном и помера се за толико поља колико је показала коцкица. Након сваке „шестице“ играч има право на још једно бацање, може стартовати са још једном фигуром или се помера за онолико поља колики је збир оба бацања. У случају да играч стане на једно од посебно означених поља, мора поступити према упутству на том пољу. Ако играч мора стати на поље на којем је већ саиграч, играч „руши“ фигурицу саиграча, који мора поново стартује са шестицом, али има право на само једно бацање јер је игра већ у току. На циљ се улази када коцкица покаже тачно онолики број, колико је поља играч удаљен од циља нпр. ако је играч два поља удаљен од циља коцкица мора показати број "два", ако покаже више, играч остаје на месту и чека ново бацање.